# لسلی ادلام
لسلی ادلام (انگلیسی: Leslie Adlam؛ ۲۴ ژوئن ۱۸۹۷ – ۱۹۷۵ (۷۷−۷۸ سال)) بازیکن فوتبال اهل بریتانیا بود.
از باشگاه‌هایی که در آن بازی کرده‌است می‌توان به باشگاه فوتبال اولدهام اتلتیک، باشگاه فوتبال کویینز پارک رنجرز، باشگاه فوتبال کاردیف سیتی، و باشگاه فوتبال گیلفورد سیتی اشاره کرد.